# コーネリア・オーベルレンダー

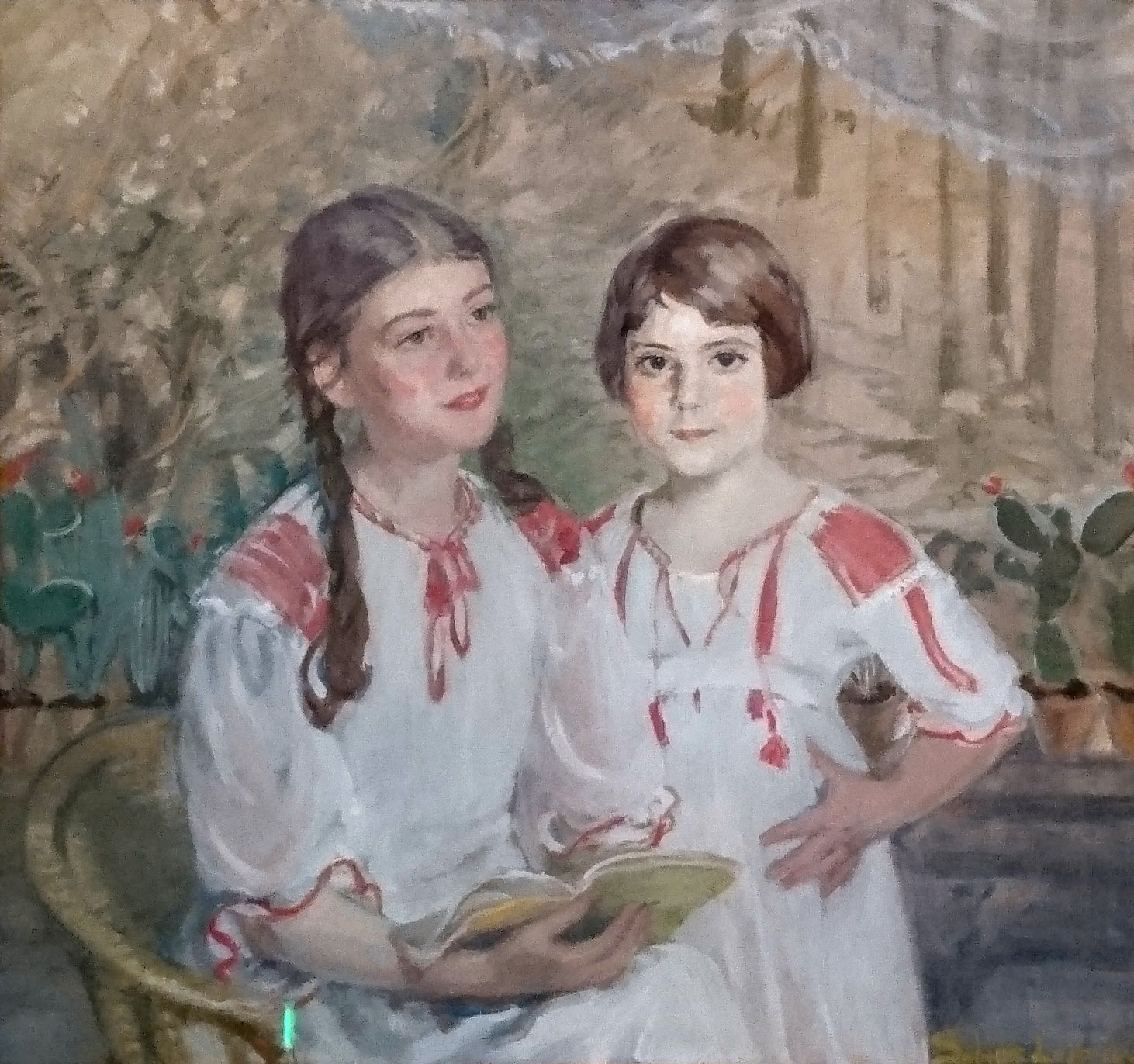
ザビーネ・レプシウス作、『コーネリアとシャーロッテのハーン姉妹の肖像』（1932年）。左がコーネリアと思われる。

コーネリア・ハーン・オーベルレンダー（Cornelia Hahn Oberlander、1921年6月20日 -　2021年5月22日）は、カナダ・バンクーバーを拠点とした女性造園家、都市計画家である。彼女はロブソン・スクエア、カナダ国立美術館、在アメリカ合衆国カナダ大使館、バンクーバー公共図書館、UBC人類学博物館、ノースウェスト準州立法ビルなどの施設の庭園部を手掛けてきた。
夫は国務大臣を歴任し、国連でも活躍した建築家のピーター·オーベルレンダー。

## 経歴

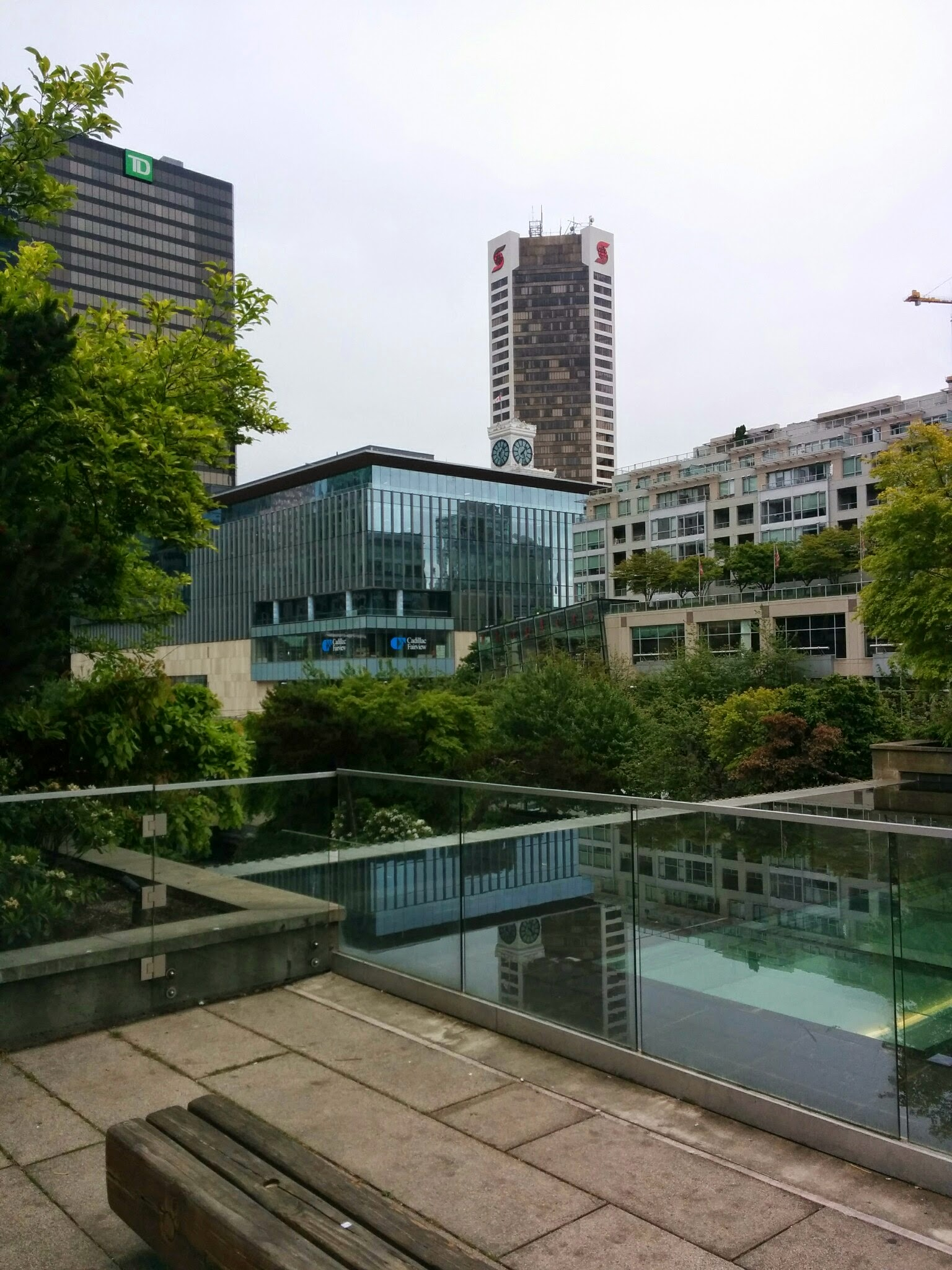
ロブソン・スクエア（2015年）

1921年6月20日、ヴァイマル共和政下ドイツ、ノルトライン＝ヴェストファーレン州ミュールハイム・アン・デア・ルールでユダヤ系ドイツ人であるフランツ、ベアテ・ハーン夫妻の娘として生まれる。ユナイテッド・ワールド・カレッジ最初の一校、アトランティック・カレッジ創設に寄与した教育学者、クルト・ハーンや、古典考古学者、エリザベス・ジャストロゥは伯父、伯母にあたる。
1938年、オーベルレンダーが18歳のとき、姉と母は「水晶の夜」によるナチスの迫害を逃れてイギリスに逃れ、1939年にはアメリカに移住した。園芸家であり、子供向けの園芸書を執筆していた母ベアテ・ハーンは、幼い頃から自然への深い愛情と感謝の気持ちを育んだ。後年、メヒティルド・マヌスとのインタビューの中で、オーベルレンダーがランドスケープ・アーキテクチャーに興味を持つようになったルーツをたどると、オーバーランダーは次のように述べている。「11歳のときに画家のスタジオで、ライン川と想像上の町を描いた壁画を研究した。画家に壁画の中の緑の部分について尋ねると、それは公園だと教えてくれた。帰宅後、母に「私は公園を作りたい」と話しました。それ以来、私の教育はすべてランドスケープアーキテクトに向けられたのです」。戦時中、母はニューハンプシャー州にトラック農場を持っており、オーバーランダーはそこで働いていた。彼女は、公園や緑地の創造に関わる専門的な教育の機会を求めて、アメリカに渡った。
1944年にスミス大学で学士号を取得したオーベルレンダーは、1947年ハーバード大学デザイン大学院でランドスケープ・アーキテクチャーの学位を取得して卒業した最初の女性の一人となった。 ホールとのインタビューで彼女は次のように述べている。「私がスミスに通っていた頃、ランドスケープ・アーキテクチャーになりたい女性は、ハーバード大学の一部であるケンブリッジ・スクールに通っていましたが、当時は女性がハーバード大学に通うことはできませんでした。しかし、戦争が始まると状況は一変し、私は1943年にハーバード大学デザイン大学院に入学した最初の女性の一人となったのです」。後に夫となるピーター・オーベルレンダーは、ハーバード大学で地域計画の博士号を取得し、クラスのピクニックで知り合ったた。彼もまた、1938年にナチスの手から家族とともに逃れてきたウィーン出身の人物である。1953年に結婚し、3人の子供をもうけた。
オーベルレンダーは、フィラデルフィアでルイス・I・カーンやオスカー・ストノロフに師事した後、10年毎に、デンマーク、スウェーデン、ノルウェーを訪問し、帰国後はバーモント州で造園家のダン・カイリーに師事し、1953年に夫とともにバンクーバーに移り住み、小さな造園設計事務所を設立した。バンクーバーでは、B・C・ビニングやネッド・プラットを中心とした、芸術と建築を融合させて都市と自然環境とのつながりをテーマにしたモダンアートの動きに関心を持った。

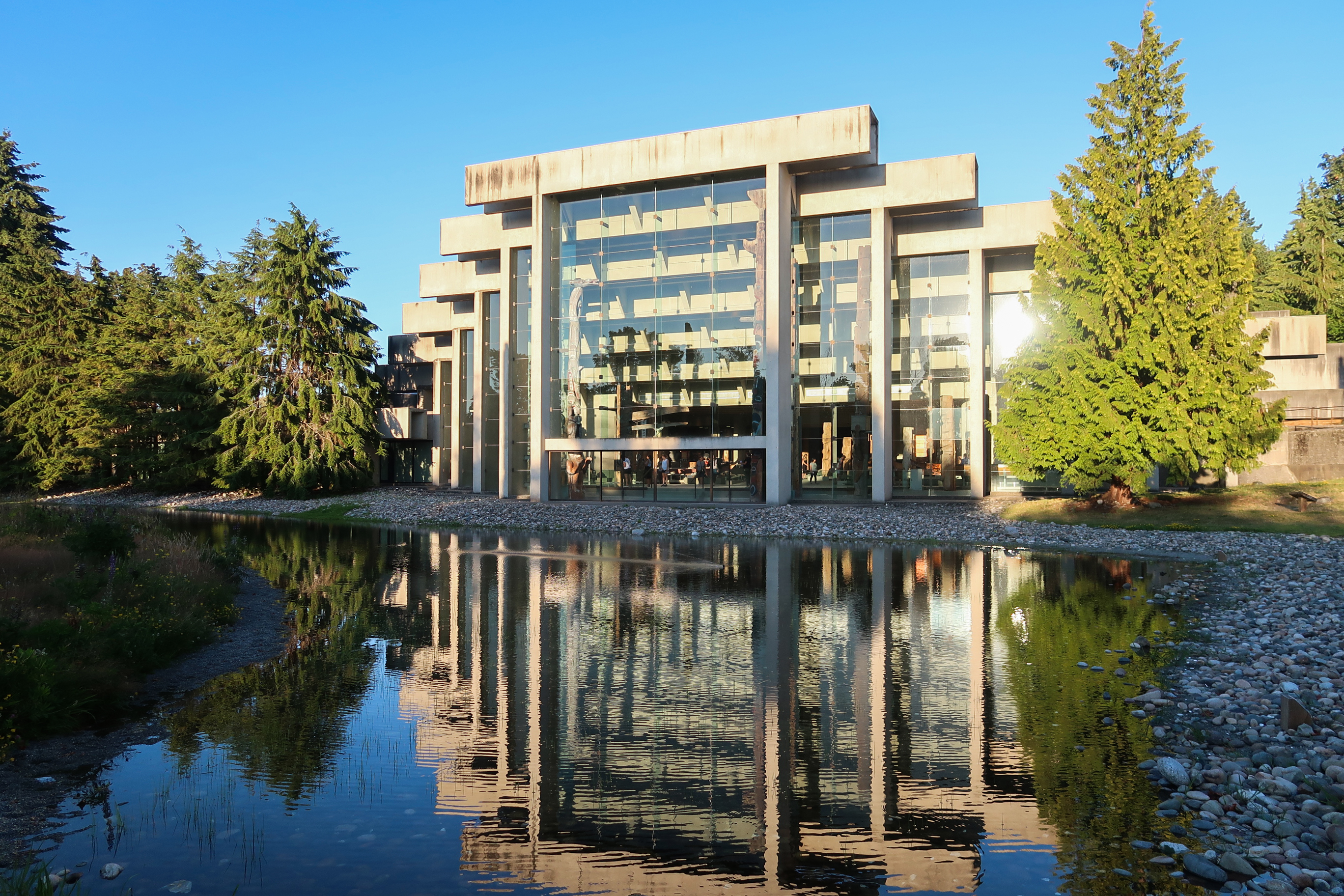
UBC人類学博物館。手前の人工池を手掛けた。

1960年代、オーベルレンダーのキャリアの初期は、低所得者向け住宅プロジェクトのランドスケープや遊び場のデザインに専念していた。最も有名なものは、モントリオール万国博覧会のカナダ政府パビリオンにおけるチルドレンズ・クリエイティブ・センター＆プレイエリアである。このプロジェクトの後、カナダ全土で70もの演劇芸術環境の造成に反映した。 彼女が手掛けた最初の遊び場は、ルイス・I・カーン]が手掛けた1951年の公営住宅プロジェクトで、菜園と果樹が含まれていました。マクリーン・パークの公営住宅では、彼女は遊び場をデザインした。ルーギード・ハイウェイ沿いのスキーナ・テラスでは、菜園を設けた。
彼女の作品で構築された環境は、自然の要素を取り入れ場所のインタラクティブな生態をみることができる。
公園や運動場からパブリックとプライベートの庭園まで、半世紀以上に及ぶキャリアの中で緑のスペースを絡めたプロジェクトを実現している。
このほか、Kennedy Memorial のいくつかのプロジェクトに参加したことがあったが、 1970 年代と80年代には、建築家とのコラボレーションを通じて進行されたロブソンスクエアと最高裁判所複合体（Robson Square、1973）という大規模な公共プロジェクトに参加した。その後もバンクーバーのブリティッシュ·コロンビア大学人類学博物館（1976）、カナダ国立美術館カナダナショナル·ギャラリー（オタワ,1988）; イエローナイフ/ノースウェスト準州にある立法議会、バンクーバー公立図書館（1995）、ワシントン（1989）のカナダ大使館庭園、CKチョイ·ビル・ブリティッシュコロンビア大学アジア研究所（1996）バンデューセン植物園ビジターセンター（2011年）など、多数作品を残す。1990年代から現在に環境と社会的責任をベースにしたプロジェクトを遂行してきている。受賞はカナダ勲章（1990）年、UBC名誉法学博士（1991）、カナダ連盟125周年記念メダル（1992年）、カナダ王立建築学会賞（1995）など多数。 
彼女の環境や人々への配慮は、ヘブライ大学との関わりの中で、さらに具体的に示された。オーベルレンダーは、1962年に夫のピーターとともに、国際造園家連盟の会議のためにイスラエルを訪れた。ジューイッシュ・インディペンデント紙によると、オーベルレンダー夫妻は灌漑システムを研究するためにイスラエルを訪れたが、「この土地と人々をより深く愛するようになった」という。1979年以降、オーベルレンダー夫妻は、カナダ研究プログラムを立ち上げ、カナダの教科書をイスラエルに持ち込んで大学に寄贈したり、植物園を整備したり、プランナーチームと協力して、北アフリカやジョージアからの入植者を受け入れるアシュカロンのコミュニティを支援したり、キャンパス内の歴史的建造物の修復を提唱したりと、大学のために多くの活動を行い、陣頭指揮を執った。オーベルレンダー夫妻は、2004年にカナダのエルサレム・ヘブライ大学友の会のバンクーバー支部からその貢献を称えられ、慈善活動のために何度もイスラエルを訪れてる。

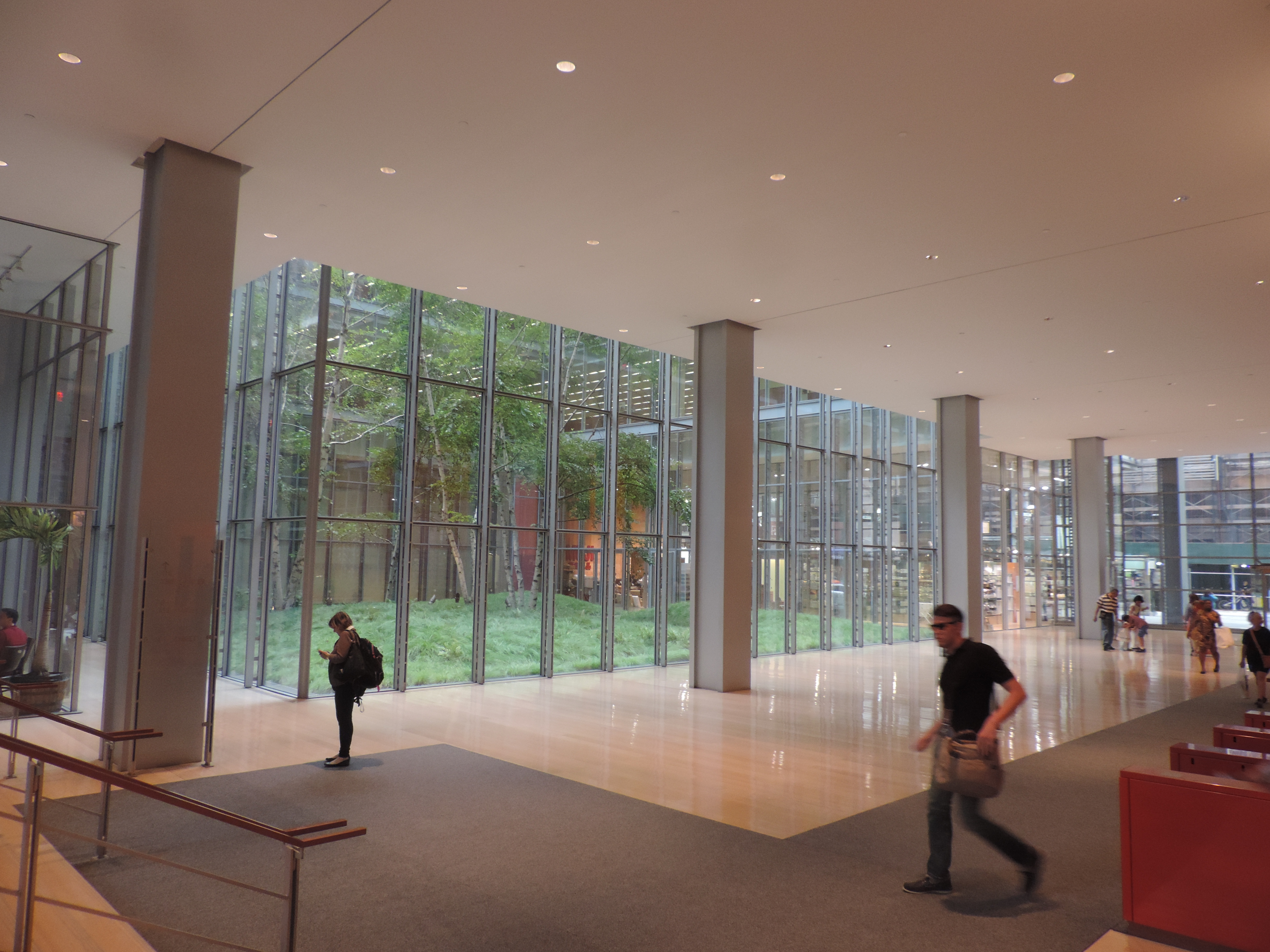
ニューヨーク・タイムズ・ビルディングの中央フロアアトリウム。オーベルレンダーが庭園部を手掛けた。

本人には21世紀の公共エリア、都心、オープン・スペースは、20世紀の公共空間とは異なるものという持論があり、20 世紀の公園は大規模な公園やニューヨークのペイリーパークのような流れの小公園をデザインする時代であったが、21世紀の公園はすべての都市に小さな公園が密に入り、地域の公園に、より簡単にアクセスすることができ、公共交通へのアクセスも容易になる性格を持っているという。
1999年から2000年にかけては、バンクーバーアートギャラリーの「Out of This Century」展に専門知識を提供し、ギャラリーのパーマネントコレクションの中から、オーバーランダーと他の5人のバンクーバー市民が選んだ、数十年にわたるバンクーバーのアートシーンを反映したビジュアルアート作品のセレクションをガイドした。2008年12月27日に夫・ピーターが死去。
2021年5月22日、バンクーバーにて死去した。99歳没。